# Demciîn, Berdîciv
Demciîn (în ucraineană Демчин) este un sat în comuna Mîroslavka din raionul Berdîciv, regiunea Jîtomîr, Ucraina.

## Demografie
Componența lingvistică a localității Demciîn
     Ucraineană (99,01%)
     Alte limbi (0,66%)
Conform recensământului din 2001, majoritatea populației localității Demciîn era vorbitoare de ucraineană (99,01%), existând în minoritate și vorbitori de alte limbi.

## Legături externe
- pl Demczyn în Dicționarul geografic al Regatului Poloniei și al altor țări slave, volum I (Aa — Dereneczna) anul 1880

- pl Demczyn în Dicționarul geografic al Regatului Poloniei și al altor țări slave, volum XV, p. 1 (Abablewo — Januszowo) 1900